# Montminy (canton)
Pour les articles homonymes, voir Montminy.
Montminy est un canton canadien de forme carrée de la région de la Chaudière-Appalaches.  Il fut proclamé officiellement le 14 février 1857.  Il couvre une superficie de 12 625 hectares.
Le canton a été divisé en 12 rangs. Les rangs Sud-Ouest comptent 30 lots alors que les rangs Nord-Est comptent 27 lots. Le canton comprend la municipalité de Saint-Paul-de-Montminy en entier et une partie de la municipalité de Sainte-Euphémie-sur-Rivière-du-Sud.

## Toponymie
Le toponyme Montminy est à la mémoire de l'abbé Louis-Antoine Montminy (1803-1849) qui fut curé de Saints-Gervais-et-Protais de 1843 à 1849 et apôtre de la colonisation dans la région .